# Hans Purrmann
Hans Marsilius Purrmann (10. dubna 1880, Speyer, Německo – 17. dubna 1966, Basilej, Švýcarsko) byl německý malíř, sochař, grafik, sběratel umění. V roce 1937 byla jeho díla spolu s mnoha dalšími vystavena na výstavě Entartete Kunst v Mnichově.

## Život
Hans Purmann žil a pracoval v Mnichově, Paříži, Berlíně, Langenargenu, Florencii a Montagnole v Ticinu.
Jako žák a přítel Henriho Matisse v Paříži nalezl vlastní, expresionismem nedotčenou formu. Tvořil zátiší, akty, portréty a krajiny plné slunečního světla. Jeho dílo sestává z více než 1400 olejomaleb, 400 akvarelů, 1200 kreseb, četné grafiky a čtyři plastiky.
Jeho manželkou byla malířka Mathilde Vollmoeller-Purrmann.